# 横山長泰
横山 長泰（よこやま ながやす、? - 慶長14年（1609年））は、江戸時代初期の武将。前田氏の家臣。加賀八家横山家初代・横山長隆の4男である常隆の次男。

## 生涯
通称は三左衛門。加賀八家の一つで金沢城代などを務めた横山家の一族のうち、家祖長隆の4男である横山常隆の次男。前田利常に仕え、御馬廻組として、慶長13年（1608年）に父常隆の遺領のうち800石を拝領。慶長14年（1609年）に病死。嗣子がいなかったため、妹を養子とし、その婿養子として従弟の横山長連を迎えて家を継いだ。

## 系譜
- 父：横山常隆 （通称 左兵衛）
- 母：岩田市右衛門娘[2]
- 兄：横山長茂 （通称 左近）
- 正室：(史料[2]より未婚と推定される)
- 婿養子：横山長連（通称 七郎右衛門）
- 養女：氏名不詳の女子で、父・常隆の娘であり長泰の妹にあたる。長泰の養子となり、婿養子を迎えて長泰流を継ぐ。